# Quatrième circonscription de Paris de 1958 à 1986
Pour les articles homonymes, voir Quatrième circonscription de Paris de 1988 à 2012 et Quatrième circonscription de Paris depuis 2012.
De 1958 à 1986, la quatrième circonscription législative de Paris recouvrait l'intégralité du 6e arrondissement de la capitale. Cette délimitation s'est appliquée aux sept premières législatures de la Cinquième République française.  De 1958 à 1967, elle se confond avec la 4e circonscription de la Seine.
En 1986, cette circonscription a été scindée en deux : la partie sud a intégré la nouvelle « deuxième circonscription » et la partie nord, la nouvelle « troisième circonscription ».

## Députés élus
| Législature | Début de mandat | Fin de mandat  | Député élu        |  | Parti politique | Observations                                                       |
| ----------- | --------------- | -------------- | ----------------- |  | --------------- | ------------------------------------------------------------------ |
| Ire         | 9 décembre 1958 | 9 octobre 1962 | Jean Albert-Sorel |  | CNIP            | mandat écourté à la suite d'une dissolution du général de Gaulle   |
| IIe         | 6 décembre 1962 | 2 avril 1967   | Pierre Bas        |  | UNR-UDT         |                                                                    |
| IIIe        | 3 avril 1967    | 30 mai 1968    | Pierre Bas        |  | UD-Ve           | mandat écourté à la suite d'une dissolution du général de Gaulle   |
| IVe         | 11 juillet 1968 | 1er avril 1973 | Pierre Bas        |  | UDR             |                                                                    |
| Ve          | 2 avril 1973    | 2 avril 1978   | Pierre Bas        |  | UDR             |                                                                    |
| VIe         | 3 avril 1978    | 22 mai 1981    | Pierre Bas        |  | RPR             | mandat écourté à la suite d'une dissolution de François Mitterrand |
| VIIe        | 2 juillet 1981  | 1er avril 1986 | Pierre Bas        |  | RPR             |                                                                    |

En 1985, le président de la République François Mitterrand changea le mode de scrutin des députés en établissant le scrutin proportionnel par département. Le nombre de députés du département de Paris fut ramené de 31 à 21 et les circonscriptions furent supprimées au profit du département.

## Résultats électoraux

### Élections législatives de 1958
| Candidat                    | Candidat                   | Parti                     | Premier tour | Premier tour | Second tour | Second tour |  |
| Candidat                    | Candidat                   | Parti                     | Voix         | %            | Voix        | %           |  |
| --------------------------- | -------------------------- | ------------------------- | ------------ | ------------ | ----------- | ----------- |  |
|                             | Jean Albert-Sorel élu      | CNIP                      | 12 387       | 29,53        | 18 717      | 46,62       |  |
|                             | Bertrand Flornoy           | UNR                       | 7 494        | 17,87        | 12 431      | 30,96       |  |
|                             | Charles Perlican           | PCF                       | 5 077        | 12,1         | 5 839       | 14,54       |  |
|                             | Jean-Pierre Giraudoux      | Divers droite (Gaulliste) | 4 976        | 11,86        | 3 163       | 7,88        |  |
|                             | Étienne Royer de Véricourt | MRP                       | 4 445        | 10,6         | Retrait     | Retrait     |  |
|                             | Michel Salles              | SFIO                      | 3 370        | 8,03         | Retrait     | Retrait     |  |
|                             | Yvonne Georges-Picot       | Divers (GO)               | 1 910        | 4,55         |             |             |  |
|                             | Marcel Hautant             | Modérés                   | 1 102        | 2,63         |             |             |  |
|                             | Charles Riveron            | Modérés                   | 767          | 1,83         |             |             |  |
|                             | Gérard Lavigne             | UFF                       | 419          | 1            |             |             |  |
|                             |                            |                           |              |              |             |             |  |
| Inscrits                    | Inscrits                   | Inscrits                  | 56 663       | 100,00       | 56 663      | 100,00      |  |
| Abstentions                 | Abstentions                | Abstentions               | 13 813       | 24,38        | 15 467      | 27,3        |  |
| Votants                     | Votants                    | Votants                   | 42 850       | 75,62        | 41 196      | 72,7        |  |
| Blancs et nuls              | Blancs et nuls             | Blancs et nuls            | 903          | 2,11         | 1 046       | 2,54        |  |
| Exprimés                    | Exprimés                   | Exprimés                  | 41 947       | 97,89        | 40 150      | 97,46       |  |
| Source : Gallica et CEVIPOF |                            |                           |              |              |             |             |  |

Le suppléant de Jean Albert-Sorel était Jacques Raffin, avocat à la Cour d'Appel de Paris.

### Élections législatives de 1962
| Candidat                         | Candidat                  | Parti          | Premier tour | Premier tour | Second tour | Second tour |  |
| Candidat                         | Candidat                  | Parti          | Voix         | %            | Voix        | %           |  |
| -------------------------------- | ------------------------- | -------------- | ------------ | ------------ | ----------- | ----------- |  |
|                                  | Pierre Bas élu            | UNR-UDT        | 14 821       | 44,06        | 18 286      | 53,29       |  |
|                                  | Jean Albert-Sorel sortant | CNIP           | 8 907        | 26,48        | 9 901       | 28,85       |  |
|                                  | Charles Perlican          | PCF            | 5 647        | 16,79        | 6 130       | 17,86       |  |
|                                  | Jacques Mathieu           | MRP            | 2 722        | 8,09         | Retrait     | Retrait     |  |
|                                  | Jean-Pierre Giraudoux     | Modérés        | 1 541        | 4,58         |             |             |  |
|                                  |                           |                |              |              |             |             |  |
| Inscrits                         | Inscrits                  | Inscrits       | 51 745       | 100,00       | 51 745      | 100,00      |  |
| Abstentions                      | Abstentions               | Abstentions    | 17 469       | 33,76        | 16 640      | 32,16       |  |
| Votants                          | Votants                   | Votants        | 34 276       | 66,24        | 35 105      | 67,84       |  |
| Blancs et nuls                   | Blancs et nuls            | Blancs et nuls | 638          | 1,86         | 788         | 2,24        |  |
| Exprimés                         | Exprimés                  | Exprimés       | 33 638       | 98,14        | 34 317      | 97,76       |  |
| Source : Data.gouv.fr et CEVIPOF |                           |                |              |              |             |             |  |

Le suppléant de Pierre Bas était François Collet, ingénieur, capitaine de corvette.

### Élections législatives de 1967
| Candidat                         | Candidat                 | Parti          | Premier tour | Premier tour | Second tour | Second tour |  |
| Candidat                         | Candidat                 | Parti          | Voix         | %            | Voix        | %           |  |
| -------------------------------- | ------------------------ | -------------- | ------------ | ------------ | ----------- | ----------- |  |
|                                  | Pierre Bas sortant réélu | UD-Ve          | 15 991       | 46,75        | 17 571      | 62,79       |  |
|                                  | Dominique Pado           | CD (PDM)       | 7 740        | 22,63        | 10 412      | 37,21       |  |
|                                  | Francette Lazard         | PCF            | 4 273        | 12,49        |             |             |  |
|                                  | Cécile Goldet            | FGDS (SFIO)    | 3 309        | 9,67         |             |             |  |
|                                  | Jacques Lautman          | PSU            | 2 567        | 7,5          |             |             |  |
|                                  | M. Benoit                | Modérés        | 329          | 0,96         |             |             |  |
|                                  |                          |                |              |              |             |             |  |
| Inscrits                         | Inscrits                 | Inscrits       | 45 995       | 100,00       | 45 995      | 100,00      |  |
| Abstentions                      | Abstentions              | Abstentions    | 11 324       | 24,62        | 15 184      | 33,01       |  |
| Votants                          | Votants                  | Votants        | 34 671       | 75,38        | 30 811      | 66,99       |  |
| Blancs et nuls                   | Blancs et nuls           | Blancs et nuls | 462          | 1,33         | 2 828       | 9,18        |  |
| Exprimés                         | Exprimés                 | Exprimés       | 34 209       | 98,67        | 27 983      | 90,82       |  |
| Source : Data.gouv.fr et CEVIPOF |                          |                |              |              |             |             |  |

Raymond Dohet, avocat à la Cour, était le suppléant de Pierre Bas.

### Élections législatives de 1968
| Candidat                         | Candidat                 | Parti                | Premier tour | Premier tour | Second tour | Second tour |  |
| Candidat                         | Candidat                 | Parti                | Voix         | %            | Voix        | %           |  |
| -------------------------------- | ------------------------ | -------------------- | ------------ | ------------ | ----------- | ----------- |  |
|                                  | Pierre Bas sortant réélu | UDR (URP)            | 15 049       | 46,99        | 15 935      | 58,37       |  |
|                                  | Jacques Mathieu          | CD (PDM)             | 7 080        | 22,11        | 11 365      | 41,63       |  |
|                                  | Francette Lazard         | PCF                  | 3 183        | 9,94         |             |             |  |
|                                  | André Larquié            | PSU                  | 2 882        | 9,00         |             |             |  |
|                                  | Didier Motchane          | FGDS (SFIO)          | 1 368        | 4,27         |             |             |  |
|                                  | Philippe Tesson          | Extrême gauche (CSN) | 916          | 2,86         |             |             |  |
|                                  | Gabriel Bénet            | Divers (MPR)         | 602          | 1,88         |             |             |  |
|                                  | Henri Sanchez            | Divers gauche        | 485          | 1,51         |             |             |  |
|                                  | Claude Michaud           | Divers (TD)          | 460          | 1,44         |             |             |  |
|                                  |                          |                      |              |              |             |             |  |
| Inscrits                         | Inscrits                 | Inscrits             | 41 671       | 100,00       | 41 703      | 100,00      |  |
| Abstentions                      | Abstentions              | Abstentions          | 9 377        | 22,5         | 13 452      | 32,26       |  |
| Votants                          | Votants                  | Votants              | 32 294       | 77,5         | 28 251      | 67,74       |  |
| Blancs et nuls                   | Blancs et nuls           | Blancs et nuls       | 269          | 0,83         | 951         | 3,37        |  |
| Exprimés                         | Exprimés                 | Exprimés             | 32 025       | 99,17        | 27 300      | 96,63       |  |
| Source : Data.gouv.fr et CEVIPOF |                          |                      |              |              |             |             |  |

Raymond Dohet était suppléant de Pierre Bas.

### Élections législatives de 1973
| Candidat                         | Candidat                 | Parti                | Premier tour | Premier tour | Second tour | Second tour |  |
| Candidat                         | Candidat                 | Parti                | Voix         | %            | Voix        | %           |  |
| -------------------------------- | ------------------------ | -------------------- | ------------ | ------------ | ----------- | ----------- |  |
|                                  | Pierre Bas sortant réélu | UDR (URP)            | 10 845       | 38,29        | 14 102      | 50,29       |  |
|                                  | Jacques Mathieu          | CD (MR)              | 5 349        | 18,89        | 5 505       | 19,63       |  |
|                                  | Cécile Goldet            | PS (UGSD)            | 3 948        | 13,94        | 8 433       | 30,07       |  |
|                                  | Pierre Coumian           | PCF                  | 2 832        | 9,99         |             |             |  |
|                                  | Paul Estèbe              | CNIP                 | 2 417        | 8,53         |             |             |  |
|                                  | Alain Dauba              | PSU                  | 1 458        | 5,15         |             |             |  |
|                                  | Pierre Durand            | FN                   | 582          | 2,05         |             |             |  |
|                                  | Jacques Label            | LO                   | 507          | 1,79         |             |             |  |
|                                  | Charles Delattre         | Divers droite (ARIL) | 265          | 0,94         |             |             |  |
|                                  | Chérif Khaznadar         | Gaulliste (FP)       | 120          | 0,42         |             |             |  |
|                                  |                          |                      |              |              |             |             |  |
| Inscrits                         | Inscrits                 | Inscrits             | 39 065       | 100,00       | 39 065      | 100,00      |  |
| Abstentions                      | Abstentions              | Abstentions          | 10 411       | 26,65        | 10 661      | 27,29       |  |
| Votants                          | Votants                  | Votants              | 28 654       | 73,35        | 28 404      | 72,71       |  |
| Blancs et nuls                   | Blancs et nuls           | Blancs et nuls       | 331          | 1,16         | 364         | 1,28        |  |
| Exprimés                         | Exprimés                 | Exprimés             | 28 323       | 98,84        | 28 040      | 98,72       |  |
| Source : Data.gouv.fr et CEVIPOF |                          |                      |              |              |             |             |  |

Raymond Dohet était le suppléant de Pierre Bas.

### Élections législatives de 1978
| Candidat       | Candidat                 | Parti                          | Premier tour | Premier tour | Second tour | Second tour |  |
| Candidat       | Candidat                 | Parti                          | Voix         | %            | Voix        | %           |  |
| -------------- | ------------------------ | ------------------------------ | ------------ | ------------ | ----------- | ----------- |  |
|                | Pierre Bas sortant réélu | RPR                            | 11 643       | 41,97        | 13 781      | 65,7        |  |
|                | Philippe Saint-Marc      | UDF (CDS)                      | 5 156        | 18,59        | 7 195       | 34,3        |  |
|                | Alain Barrau             | PS                             | 4 523        | 16,3         |             |             |  |
|                | Patrick Bouchain         | PCF                            | 2 131        | 7,68         |             |             |  |
|                | Alain Hervé              | Écologie 78                    | 1 861        | 6,71         |             |             |  |
|                | Pierre Jalée             | PSU (FA)                       | 746          | 2,69         |             |             |  |
|                | Marie-Madeleine Paris    | Divers gauche (Choisir)        | 512          | 1,85         |             |             |  |
|                | Philippe Duclos          | FN                             | 298          | 1,07         |             |             |  |
|                | Patrice Mouilleseaux     | PFN                            | 279          | 1,01         |             |             |  |
|                | Robert Stadelhauffer     | Divers droite (Gaulliste ind.) | 261          | 0,94         |             |             |  |
|                | Serge Taillandier        | LO                             | 229          | 0,83         |             |             |  |
|                | Jean Fleury              | Divers droite (RUC)            | 72           | 0,26         |             |             |  |
|                | Jean Le Bitoux           | Divers gauche (DH)             | 30           | 0,11         |             |             |  |
|                |                          |                                |              |              |             |             |  |
| Inscrits       | Inscrits                 | Inscrits                       | 37 687       | 100,00       | 37 687      | 100,00      |  |
| Abstentions    | Abstentions              | Abstentions                    | 9 696        | 25,73        | 9 904       | 26,28       |  |
| Votants        | Votants                  | Votants                        | 27 991       | 74,27        | 27 783      | 73,72       |  |
| Blancs et nuls | Blancs et nuls           | Blancs et nuls                 | 250          | 0,89         | 6 807       | 24,5        |  |
| Exprimés       | Exprimés                 | Exprimés                       | 27 741       | 99,11        | 20 976      | 75,5        |  |

Yves Repiquet, avocat à la Cour, était le suppléant de Pierre Bas.

### Élections législatives de 1981
|                  | Pierre Bas sortant réélu | RPR (UDF, CNIP) | 13 485 | 58,79  |  |  |  |
|                  | Monique Vignal           | PS              | 6 298  | 27,46  |  |  |  |
|                  | Alain Hervé              | MÉP             | 1 069  | 4,66   |  |  |  |
|                  | André Guillou            | PCF             | 915    | 3,99   |  |  |  |
|                  | Christian Baeckeroot     | FN              | 436    | 1,90   |  |  |  |
|                  | Marie-Françoise Pirot    | PSU             | 428    | 1,87   |  |  |  |
|                  | Marc Glomot              | MDD             | 305    | 1,33   |  |  |  |
|                  |                          |                 |        |        |  |  |  |
| Inscrits         | Inscrits                 | Inscrits        | 35 169 | 100,00 |  |  |  |
| Abstentions      | Abstentions              | Abstentions     | 12 079 | 34,35  |  |  |  |
| Votants          | Votants                  | Votants         | 23 090 | 65,65  |  |  |  |
| Blancs et nuls   | Blancs et nuls           | Blancs et nuls  | 154    | 0,67   |  |  |  |
| Exprimés         | Exprimés                 | Exprimés        | 22 936 | 99,33  |  |  |  |
| Source : CEVIPOF |                          |                 |        |        |  |  |  |

Yves Repiquet était le suppléant de Pierre Bas.